# Kimberly Buys
Kimberly Buys (Sint-Niklaas, 23 aprile 1989) è un'ex nuotatrice belga specializzata negli stili della farfalla e del dorso.

## Carriera sportiva
Ha partecipato ai Giochi Olimpici di Londra 2012 e di Rio de Janeiro 2016, ottenendo come suo miglior risultato olimpico il 14º posto nei 100 m. farfalla in semifinale ai Giochi del 2016.
Ha partecipato anche a sei edizioni consecutive dei Campionati mondiali di nuoto in vasca lunga, dal 2007 al 2017, ottenendo come miglior risultato un 7º posto in finale nei 50 m. farfalla a Budapest 2017.
Inoltre, ha partecipato a due edizioni dei Campionati mondiali in vasca corta, nel 2014 e nel 2016, giungendo al 7º posto in finale nei 100 m. farfalla a Doha 2014.
A livello continentale, Buys vanta una medaglia di bronzo nei 50 m. farfalla ai Campionati europei di nuoto in vasca lunga di Glasgow 2018 e due medaglie d'argento, nei 200 m. misti a Eindhoven 2010 e nei 100 m. farfalla a Chartres 2012, ai Campionati europei di nuoto in vasca corta.

## Palmarès
- Europei

Glasgow 2018: bronzo nei 50m farfalla.
- Europei in vasca corta

Eindhoven 2010: argento nei 200m misti.
Chartres 2012: argento nei 100m farfalla.